# Mukbang

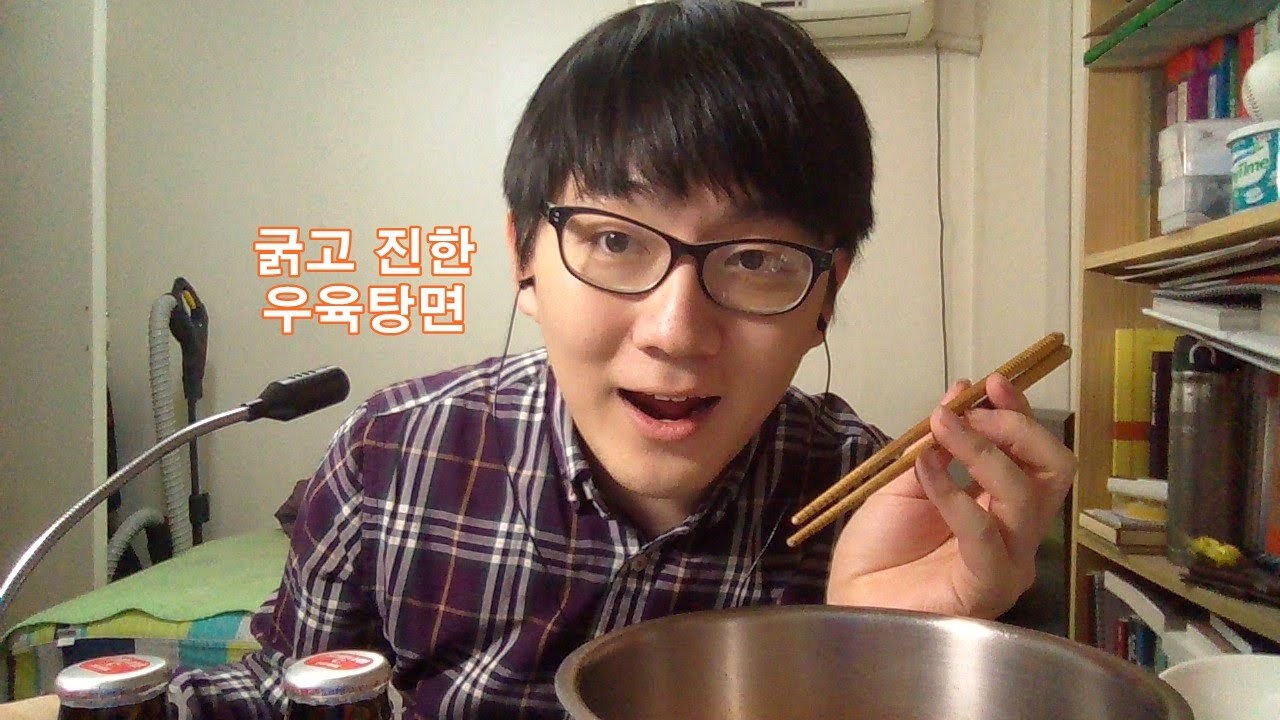
En bild på en sydkoreansk YouTube-personlighet som gör mukbang.

Mukbang eller meokbang (hangul: 먹방; bokstavligen "ätsändning", IPA: [mʌk̚.p͈aŋ] lyssna (fil)) är ett internetfenomen med ursprung i Sydkorea, som går ut på att äta mat samtidigt som den som äter spelar in sig själv med en kamera och talar till publiken.

## Namnet
Ordet "mukbang" betyder "ätsändning" och är en sammansättning av de koreanska orden "äta" (먹는; meogneun) och "sändning" (방송; bangsong).

## Kulturell bakgrund
Att mukbang uppstod i just Sydkorea spekuleras vara på grund av att den gemensamma måltiden där har en närmast helig status, samtidigt som många i det högt urbaniserade landet lever ensamma. Mukbang kan då fylla behovet av matsällskap.